# Lloro del Senegal
El lloro del Senegal o lloro niam-niam (Poicephalus senegalus) és una espècie d'ocell de la família dels psitàcids que habita boscos, sabanes i conreus d'Àfrica Occidental, des del Senegal, Gàmbia i Guinea, cap a l'est fins a Nigèria i sud de Txad. S'ha constatat la seva presència com a espècie introduïda a la ciutat de Barcelona.